# Hans Joachim von Zieten
Hans Joachim von Zieten (także Ziethen), ur. 14 maja 1699 w Wustrau w hrabstwie Ruppin w Brandenburgii, zm. 26 stycznia 1786 w Berlinie – pruski generał kawalerii w armii Fryderyka Wielkiego. 

## Życiorys
Służąc w wojsku od 14. roku życia został w 1731 rotmistrzem, w 1735 walczył w wojsku austriackim przeciw Francji i odznaczył się – już jako pułkownik – w drugiej wojnie śląskiej w 1745. 
Był uczestnikiem wojny siedmioletniej, między innymi w bitwach pod Reichenbergiem (cz. Liberec, 21 kwietnia 1757), Pragą (6 maja 1757), Kollinem (cz. Kolín, 17–18 czerwca 1757), Leuthen (pol. Lutynia, 5 grudnia 1757) i Torgau (3 listopada 1760). Za swoje zasługi wojenne został wynagrodzony i otoczony powszechnym szacunkiem, uznawany był za najpopularniejszego dowódcę Fryderyka Wielkiego. W 1794 wzniesiono mu w Berlinie pomnik dłuta J.G. Schadowa, a mały plac przed nim nazwano jego imieniem.
Generał von Zieten jest jedną z postaci dramatu Adolfa Nowaczyńskiego pt. Wielki Fryderyk. Do legendy polskiego teatru przeszła rola von Zietena, zagrana przez Ignacego Machowskiego w 1977 roku w warszawskim Teatrze Ateneum.

## Przypisy

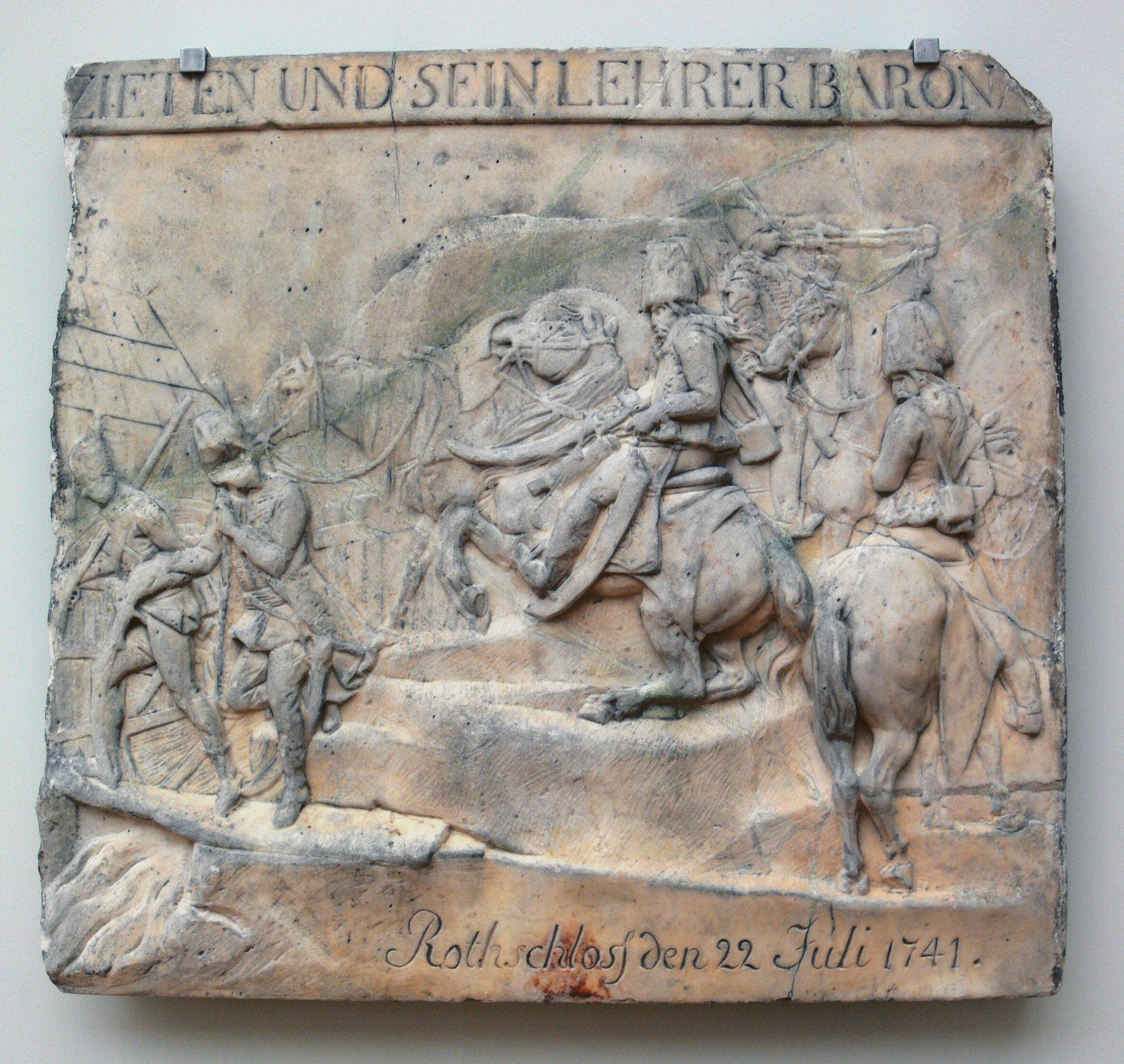
Scena z I wojny śląskiej: Hans Zieten i von Baronay pod wsią Białobrzezie. Relief z pomnika Zietena; Berlin